# Rhaphiomidas vittatus
Rhaphiomidas vittatus är en tvåvingeart som beskrevs av Mont A. Cazier 1985. Rhaphiomidas vittatus ingår i släktet Rhaphiomidas och familjen Mydidae. Inga underarter finns listade i Catalogue of Life.